# Lipoptena doszhanovi
Lipoptena doszhanovi är en tvåvingeart som beskrevs av Grunin och Doszhanov 1974. Lipoptena doszhanovi ingår i släktet Lipoptena och familjen lusflugor. Inga underarter finns listade i Catalogue of Life.